# 八逮头
八逮头，又叫八埭头。是中国上海市杨浦区最南边的工厂区。大致的范围是西至大连路，南至杨树浦路，北至平凉路，东至通北路的狭长地块。2006年贴出拆迁公告，由上海市集伟投资（上海）有限公司负责动迁开发。八逮头的名字由来，有说解放前，此处由八个大流氓所管辖。这些人解放后由政府所处置，可是这个地名却留了下来；也有说是光绪三十四年在韬朋路（今通北路）建八墚砖木结构里弄房屋后，始有八埭头之称。
这里是杨树浦工业带最早的工业园区，也是中国近代工业最早、最集中的地方之一，有天章记录纸厂、杨树浦水厂、上海船厂总部码头、恒丰纱厂、正广和汽水厂、花旗烟厂等等，大多数工厂建造于十九世纪八十年代。工业的繁荣带动商业贸易和房地产的繁荣，平凉路在八埭头这里变成了一条商业街，一度被叫做“杨浦南京路”。
此地一直保持着上海九十年代的模样和较之上海市中心其他地段来说相对低廉的物价。游客可在四号线杨树浦路站三号口下，沿着杨树浦路或者平凉路向东步行，其中心为沪东电影院，也有人说是通北路海鲜街。现如今正在转型成为杨浦区东外滩的滨江门户区，高端科技业、金融银行业、高端服务业的聚集区，可惜疑似烂尾。